# シヴァージー (タンジャーヴール藩王)
シヴァージー（Shivaji, マラーティー語：तंजावरचे शिवाजी, 生年不詳 - 1855年10月29日）は、南インドのタミル地方、タンジャーヴール藩王国の君主（在位：1832年 - 1855年）。

## 生涯
1832年3月7日、父である藩王サラボージー2世が死亡し、息子のシヴァージーが藩王位を継承した。
1855年10月29日、シヴァージーは息子なくして死亡した。そのため、タンジャーヴール藩王国は「失権の原理」により、イギリス領へと併合された。